# Rohanova palača, Strasbourg
 Rohanova palača je v Strasbourgu v departmaju Spodnji Ren v Franciji. Je nekdanja rezidenca knezoškofov in kardinalov plemiške rodbine Rohan, starodavne francoske plemiške družine prvotno iz Bretanje. Je pomemben arhitekturni in kulturni mejnik v mestu.  Zgrajena je bila v 1730-ih (končana 1742) zraven strasbourške stolnice po načrtih, ki jih je izdelal Robert de Cotte, in je mojstrovina  francoske baročne arhitekture. V njej so bili številni slavni gosti.
Kaže zgodovino Strasbourga in Francije, saj je bila palača v lasti plemstva, občine, monarhije, države in univerze. Je zelo arhitekturno in ikonografsko zasnovana, znana predvsem po kipih in reliefih fasad. Izražala naj bi vrnitev katolicizma v mesto, v katerem je v preteklih dveh stoletjih prevladoval protestantizem. 
Od konca 19. stoletja je palača sedež treh najpomembnejših muzejev Strasbourga: Arheološkega muzeja (Musée Archéologique) v kleti, Muzeja dekorativnih umetnosti (Musée des Arts dékoratifs) pritličje in Muzeja lepih umetnosti (Musée des Beaux-Arts) v prvem in drugem nadstropju. Občinska umetnostna galerija, Galerija Roberta Heitza, je v stranskem krilu palače, v njej so občasne razstave.
Palača je bila leta 1920 razglašena za zgodovinski spomenik pri francoskem ministrstvu za kulturo. 

## Zgodovina

### Do leta 1871
Palačo je naročil kardinal Armand-Gaston-Maximilien de Rohan de Soubise, strasbourški škof. Arhitekt Robert de Cotte je predal prve načrte leta 1727. Leta 1720 ga je kardinal že najel za obnovo in olepšavo svojega gradu v kraju Saverne, predhodnika sedanjega Rohanovega gradu. Robert de Cotte je  že oblikoval škofovski dvorec (Hôtel du grand Doyenné), prvi dvorec v slogu Ludvika XV. (francoski rokoko), zgrajen v Strasbourgu. Palača v Strasbourgu je bila zgrajena tam, kjer je bilo prejšnje prebivališče škofa, škofovski dvorec (nemško: Bischöflicher Fronhof, skrajšano Bischofshof), ki so ga gradili od leta 1262 dalje.
Gradbena dela, predvsem v rumenem peščenjaku z rožnatim peščenjakom za manj vidne dele, so potekala od leta 1732 do leta 1742 pod nadzorom občinskega arhitekta Josepha Massola, ki je delal tudi pri dvorcih Hanau in Klinglin v zgodnjih letih projekta. Skulpture so izdelali Robert Le Lorrain, Johann August Nahl in drugi, slike pa Pierre Ignace Parrocel in Robert de Séry.  Predvidevali so, da bodo porabili 344.000 francoskih livrov, a so bili končni stroški okoli milijon francoskih livrov.
Rodbina Rohan je imela palačo v lasti do francoske revolucije, ko jo je zaplenila občina. Leta 1791 je postala nova mestna hiša, ki je nasledila Neubau. Veliko pohištva in umetniških del iz palače je bilo prodano, leta 1793 je bilo uničenih osem velikih portretov knezoškofa v naravni velikosti, ki so krasili škofovo dvorano. Leta 1796 so jih zamenjale slike alegorij državljanskih vrlin Josepha Mellinga. Samo portret Armanda Gastona, graditelja palače, je bil vrnjen na prvotno mesto z leta 1982 narejeno kopijo Hyacintha Rigauda. Melling je nadomestil tudi portrete kraljev Francije nad vrati, ki so krasili isto sobo, s slikami vaz. Rohanova palača je bila hôtel de ville do leta 1805, ko je bila ponujena Napoleonu, ki je v zameno dal mestu dvorec Hanau, ki je bil do takrat v državni lasti,  kar je bilo ugodno za vse: za občino, ker je bilo vzdrževanje dvorca cenejše kot večje palače; palača je bila veličastnejša, kazala je veličino, kar je bilo Napoleonu zelo všeč in dobila je prenovljen sijaj. Darilo Napoleonu je bilo z odlokom uradno sprejeto 21. januarja 1806. Pred francosko-prusko vojno in vrnitvijo Alzacije Nemčiji je bila v lasti francoske države.

### Od leta 1871
Med letoma 1872 in 1884 so pred odprtjem Univerzitetne palače (Palais Universitaire), Rohanovo palačo uporabljali kot osrednjo upravno stavbo Kaiser-Wilhelms-Universität (Univerze cesarja Viljema), novoustanovljene cesarske nemške različice Univerze v Strasbourgu. Do odprtja Narodne in univerzitetne knjižnice leta 1895 je bila v palači univerzitetna knjižnica. Potem je bila spet v lasti mesta, prilagojena za sprejem občinskih umetniških zbirk, ki so se spet nakopičile po njihovem popolnem uničenju med obleganjem Strasbourga. Prvi del novega muzeja (Kunstmuseum der Stadt Strassbourgu) je bil ustanovljen leta 1898 in je deloval do leta 1899. 11. avgusta 1944 je bila palača poškodovana zaradi britanskih in ameriških bomb.  Restavratorski ukrepi so se kmalu začeli pod nadzorom arhitekta Bertranda Monneta (1910–1989),  vendar je leta 1947 izbruhnil požar in uničil velik del zbirk v muzeju lepih umetnosti. Ta požar je bil posredna posledica bombnih napadov: zaradi uničenja, povzročenega na palači, je bila stavba zelo vlažna, vlago so odstranjevali z varilnim gorilnikom in slabo ravnanje z njim je povzročilo požar.  Obnova in prenova palače sta se začeli šele v 1950-ih, popolna obnova prostorov pa je bila končana v 1990-ih.

### Pomembni gostje
Leta 1744 je bil francoski kralj Ludvik XV. v palači (od 5. do 10. oktobra). Kraljica Marija Antoaneta je v njej preživela svojo prvo noč na francoskih tleh leta 1770 (od 7. do 8. maja). Marija Jožefa Saška, francoska princesa, je leta 1747 v palači preživela dve noči  (od 27. do 29. januarja). Leta 1805, 1806 in 1809 je bil v njej cesar Napoleon: Spremenil je nekaj opreme, da je ustrezala njegovemu okusu in potrebam njegove žene, cesarice Joséphine. [14] [18] [19] Leta 1810 je Napoleonova druga žena, cesarica Marie Louise, vojvodinja Parmska, v njej preživela svoje prve noči na francoskih tleh (od 22. do 25. marca). Drugi kraljevski gostje so bili Karel X. leta 1828 (7. in 8. septembra) in Luj Filip I. leta 1831 (od 18. do 21. junija). [20] Stoletja pozneje je bilo pred vrhom Strasbourg-Kehl (NATO) 2009 v palači srečanje francoskega predsednika Nicolasa Sarkozyja in ameriškega predsednika Baracka Obame, z njima sta bili tudi njuni ženi Carla Bruni in Michelle Obama. Prva velika umetniška razstava v palači po drugi svetovni vojni, L'Alsace française 1648–1848, je bila odprta 13. junija 1948.

## Zgradba
Palača ima trapezen tloris in stoji na zemljišču ob reki Ill. Stavba je zgrajena okoli tridelnega notranjega dvorišča z galerijo. Južno, glavno krilo z dvema klasičnima fasadama, ki sega čez celotno širino stavbe, je bilo za knezoškofa. Največja, najvišja in tudi najbogatejše okrašena  fasada je obrnjena k reki, ima teraso, na obeh koncih je zaprta z vrati iz kovanega železa. Dvoriščna vrata gledajo proti stolnici, so široka in ukrivljena, ponašajo se s kipi, ki predstavljajo alegorije vere in personifikacije krščanskih kreposti. Mavčni odlitki nekaterih kipov so prikazani v lapidariju v notranjosti Vaubanove pregrade (včasih zapornica, danes se uporablja za prikaz kipov in ima na strehi razgledno teraso s pogledom na Pokriti most in Malo Francijo. Od leta 1971 je zgodovinski spomenik). 

### Zunanjost
- Palača 5. oktobra 1744 ob obisku kralja Ludvika XV.
- Pogled na palačo s strasbourške stolnice
- Glavni vhod
- Fasada notranjega dvorišča
- Glavno dvorišče, zadaj stolnica
- Pogled na rečno fasado

## Notranjost
Prostori v prvem nadstropju (piano nobile) so danes sestavni del Muzeja dekorativnih umetnosti.
Sobe knezoškofov in kardinalov rodbine Rohan so razdeljene v velike (francosko grand appartement) (s pogledom na reko) in majhne (francosko petit appartement) (s pogledom na notranje dvorišče) kot v Versajski palači. Na obeh straneh apartmajev sta najbolj prostorni sobi palače: dvorana sinod (en sam, zelo velik prostor, ki ga sestavljata jedilnica in hodnik stražarjev, ločen z vrsto lokov) in knjižnica, ki se razširi čez celotno vzdolžno os krila. Knjižnica se uporablja tudi kot cerkvena ladja za zelo majhno kapelo.
Med francosko revolucijo je bilo veliko prvotne opreme prodane. Nekatera umetniška dela, kot so izvirni portreti nad vrati iz škofove dvorane (Salle des évêques), so postala del občinskih zbirk in so bila uničena skupaj z muzejem v stavbi Aubette, ko je pruska vojska oblegala Strasbourg leta 1870.  V 20. stoletju in še posebej med obnovo po škodi zaradi bombardiranja avgusta 1944 je bilo veliko truda vloženo v iskanje ohranjenih manjkajočih predmetov in nadomeščanje izgubljenih umetnin z enakimi ali podobnimi kosi.
Med umetniškimi deli, ki so zdaj na ogled v apartmajih, so zaradi svoje posebne umetniške in zgodovinske vrednosti, najpomembnejša:
- vrsta osmih (prvotno devetih) tapiserij, ki prikazujejo "Konstantinovo zgodbo", stkane so bile okoli leta 1624 po Rubensovih predlogah po naročilu Ludvika XIII., ki jih je pozneje podaril markizu Cinqu-Marsu. [16] Tri tapiserije so v kraljevi spalnici (Chambre du Roi), ena v kraljevem kabinetu (Cabinet du Roi, znan tudi kot Salon d' assemblée, sejna soba) in štiri v knjižnici;
- osem italijanskih doprsnih kipov rimskih cesarjev iz 17. stoletja v škofovi dvorani iz osebne zbirke kardinala Mazarina. Leta 1738 jih je  kupil  od dedičev Armanda Gastona de Rohana; [17]
- drug doprsni kip posebne vrednosti je marmornat portret Armanda Gastona, izdelan 1730–1731 v Rimu, je delo Edméja Bouchardona [18] in je na ogled v knjižnici;
- tla kapele so delno pokrita z imitacijo turške preproge, stkane v Aubussonu leta 1745, v sredini je grb Armanda Gastona de Rohana; [19]
- iz obsežne zbirke Louisa Renéja de Rohana so ohranjeni japonske vaze in kitajska keramika ter lakirani izdelki iz obdobja dinastij Ming in Čing, prvotno namenjeni za nov grad v kraju Saverne, na ogled so v večini sob; [20]
- nekaj velikih platen z lovskimi psi, delo Jeana-Baptista Oudryja (1742), zdaj visi v dvorani sinod, nekoč so visela v pariškem dvorcu (hôtel particulier) Samuela-Jacquesa Bernarda;
- tri slike v kapeli so kopije po Correggiu iz leta 1724, delo Roberta de Séryja (1686-1733) po naročilu Armanda Gastona, ki ga je spoznal v Rimu istega leta. [21] De Séry je pozneje preskrbel več drugih slik za kardinalovo stanovanje, vse so kopije po večjih mojstrih;
- Napoleonova zelena postelja je izvirno delo Jacoba-Desmalterja.

Ležišče z rdečim baldahinom v kraljevi spalnici je kopija postelje iz leta 1989 in je na ogled v gradu Azay-le-Rideau v dolini Loare, podobna je izgubljenemu izvirniku.  Portreti kraljev Ludvika XIV. in Ludvika XV. v knjižnici so kopije iz leta 1950 po izvirniku, so  delo Hyacintha Rigauda, hranijo jih v palači v Versaillesu. Kopije iz 20. stoletja so zamenjava za kopije istih slik iz 18. stoletja, ki so bile uničene med francosko revolucijo ob istem času kot portreti knezoškofa v škofovi dvorani. 
- Dvorana sinod
- Postelja z baldahinom v kraljevi spalnici
- Kitajska keramika v kraljevi spalnici
- Tapiserije s "Konstantinovo zgodbo" v knjižnici
- Napoleonova spalnica v slogu empire
- Harfa – 18. stoletje
- Peč – 18. stoletje
- Kitajska vaza in doprsni kip Septimija Severa iz Mazarinove zbirke
- Slika Jeana-Baptista Oudryja (1742)
- Omara iz Firenc, 1660

## Muzeji

### Muzej lepih umetnosti
Muzej lepih umetnosti (Musée des Beaux-Arts) je  v prvem in drugem nadstropju palače ter je naslednik Muzeja slikarstva in kiparstva (Musée de Peinture et de sculpture), ki je bil ustanovljen leta 1803 in v celoti uničen v pruskem topniškem obstreljevanju ter posledično še v požaru v noči s 24. na 25. avgust 1870. Nov muzej je bil odprt leta 1899. Zbirke, ki jih je mogoče videti, so pregled evropske umetnosti od 13. stoletja do leta 1871 s precejšnjo težo na italijanskih, flamskih in nizozemskih slikarjih z umetniki, kot so Hans Memling, Correggio, Anthony van Dyck, Giotto, Pieter de Hooch, Sandro Botticelli, Jacob Jordaens, Tintoretto in mnogi drugi. Zbirke gornjerenskih slik in kipov (Witz, Stoskopff, Baldung ...) so bile premaknjene v namenski muzej Oeuvre Notre-Dame leta 1931.

### Muzej dekorativnih umetnosti
Muzej dekorativnih umetnosti (Musée des arts décoratifs) je v pritličju palače. Ustanovljen je bil v letih 1920–1924, ko so zbirko muzeja Kunstgewerbe-Museum Hohenlohe (prvotno ustanovljen leta 1887, bil je v renesančni nekdanji občinski klavnici – Grandes Boucheries ali Große Metzig –, ki zdaj gosti Zgodovinski muzej (Musée historique de Strasbourg),so preselili v krilo, ki meji na apartmaje palače. Zbirke so bile poškodovane zaradi bombnih napadov med drugo svetovno vojno leta 1944, vendar so bile obnovljene in dopolnjene. Poleg apartmajev knezoškofov in kardinalov so glavna žarišča muzeja lokalna izdelava porcelana (strasbourška keramika), srebrn nakit in izvirni deli srednjeveške strasbourške astronomske ure. Obnovljena dnevna soba nekdanjega dvorca (hôtel particulier), v 1750-ih  Dvorec Oesinger, prikazuje pohištvo iz 18. stoletja. 

### Arheološki muzej
Arheološki muzej (Musée Archéologique) je v kleti palače. Nekdanja arheološka zbirka v mestu je bila med obleganjem Strasbourga leta 1870 povsem uničena skupaj z občinsko knjižnico. Nova zbirka se je začela leta 1876 v imenu Društva za ohranitev zgodovinskih spomenikov Alzacije (Société pour la conservation des Monuments historiques d'Alsace, Gesellschaft zur Erhaltung der geschichtlichen Denkmäler im Elsass). V palačo so jo preselili leta 1889, prvič je bila odprta za javnost leta 1896, sem so jo preselili leta 1907. [33] Prikazane so najdbe iz severne Alzacije od paleolitika do Merovingov s posebnim poudarkom na Argentoratumu (antično ime Strasbourga).